# 京城日本人世話会
京城日本人世話会（けいじょうにほんじんせわかい）は、昭和20年（1945年）8月25日に朝鮮京畿道京城府（現・韓国ソウル特別市）で発足した団体。

## 概要
終戦により、「外国人」となった在朝日本人の援護活動や引揚事業を行う目的で設立。当初は「京城内地人世話会」と称した。設立に際し朝鮮総督府から補助金の交付を受け、これを運営資金とした。
その後、アメリカ軍政庁との連絡を密にして事業を遂行した。世話会は病院（罹災民救済病院）も運営しており、京城府内の日本人だけでなく、ソ連軍占領下の朝鮮北部から逃れてきた日本人の救護にもあたった。
日本人の減少に伴い組織を縮小し、1946年（昭和21年）12月27日に解消した。

## 歴史

### 昭和20年（1945年）
- 8月25日 - 京城内地人世話会発足。
- 9月2日 - 「会報」を発行[1]。
- 9月15日 - 「京城日本人世話会」と改称。
- 9月28日 - 法律相談部を設置し職員を置く。
- 10月1日 - 罹災民救済病院を設置。
- 10月20日 - 倭奴掃蕩本部なる団体から「残留日本人に告ぐ」というビラがばら撒かれる。
- 10月23日 - 本格的な引揚が始まる。
- 10月25日 - アメリカ軍政庁、倭奴掃蕩本部に対し不穏ビラを撒いたことに警告を発する。
- 12月1日 - 旧朝鮮総督府の京城案内所を吸収。
- 12月11日 - 「みなし児収容所」を開設。
- 12月30日 - 38度線上にある延安・青丹に派遣隊を送る。

### 昭和21年（1946年）
- 2月1日 - 「会報」の発行を終了する[1]。
- 3月6日 - 15歳から30歳までの日本人女性に身体検査が義務付けされる[2]
- 3月14日 - アメリカ軍政庁より、全日本人の帰国命令が出される。
- 12月27日 - 世話会職員全員が引揚。